# 愛知県経済農業協同組合連合会
愛知県経済農業協同組合連合会（あいちけんけいざいのうぎょうきょうどうくみあいれんごうかい）は、愛知県名古屋市中区に本部を置く経済農業協同組合連合会（経済連）。愛知県内の各農業協同組合（JA）が出資して設立した連合会組織であり、JAグループ愛知の中核である。略称は「JAあいち経済連」。

## 概要
愛知県販売購買農業協同組合連合会を前身とし、50年以上の来歴をもつ。県下のJAが会員となり設立した県レベルでの連合会組織であり、農業出荷のある県下20JAのとりまとめ役として、農畜産物の計画的集荷・販売や、組合員向けの生産資材・生活用品の調達・販売を行っている。
近年では県域の経済農業協同組合連合会を全農（全国農業協同組合連合会）に合併し、全農の県本部とする都道府県が多いなか、JAグループと連携しつつ独立した組織を保っている。
木曽川・矢作川・豊川という三つの水系を背景とした豊富な農業資源を糧として発達した日本有数の農業地帯である愛知県の農業を推進するため、生産から販売の多岐の場面において農家・JAの事業をサポートする業務を行う。園芸（野菜・果実・花き）、畜肉、米麦などの部門ごとに事業を行い、とりわけ花卉の産出額は全国都道府県別で唯一500億円を超える断トツ1位であるなどいずれの部門も販売金額が大きく、県の農業産出額は常に全国トップ10に入っている。

## 沿革
- 1930年（昭和5年） - 愛知県販売購買組合連合会を設立。
- 1940年（昭和15年） - 利用事業を開始。
- 1942年（昭和17年） - 信連と合併し、愛知県信用販売購買利用組合連合会と改称。
- 1943年（昭和18年） - 県内農業関係各団体を統合して愛知県農業会が発足。
- 1948年（昭和23年） - 愛知県農業会を解散し、販売・購買の各連合会を設立。
- 1951年（昭和26年） - 販売・購買各連合会を合併して愛知県販売購買農業協同組合連合会を設立。
- 1965年（昭和40年） - 愛知県経済農業協同組合連合会と改称。
- 1978年（昭和53年） - 愛知県園芸農業協同組合連合会と合併。

## 事業所
| 名称                               | 住所                                   | 備考                               |
| ---------------------------------- | -------------------------------------- | ---------------------------------- |
| 本部                               | 名古屋市中区錦3-3-8                    |                                    |
| 尾張センター                       | 北名古屋市鍜治ケ一色端須賀22-1         |                                    |
| 西三河センター                     | 安城市今本町東向山6-1                  |                                    |
| 東三河センター                     | 豊橋市西幸町字笠松111                  |                                    |
| 農業機械総合センター               | 安城市村高町藤野元15                   |                                    |
| 西部園芸センター                   | 名古屋市熱田区川並町3-3グリーンビル3階 |                                    |
| 西三河地域青果物パッキングセンター | 安城市村高町藤野元16-5                 | 出荷明細では"西三河PC"と略記される |
| 東三河地域青果物パッキングセンター | 豊川市御津町上佐脇西区100              | 出荷明細では"東三河PC"と略記される |
| パールライス安城工場               | 安城市高棚町井荒井3-1                  |                                    |

## 飲食店の運営
県産ブランド肉（みかわ牛・あいち牛・みかわポーク）や名古屋コーチンの卵など県産食材を提供する直営飲食店「若葉亭」を運営している（2024年3月時点で2店舗）。
- 若葉亭 名古屋駅前店 - 名古屋市中村区名駅四丁目5-28　桜通り豊田ビル 地下1階
- 焼肉処 若葉亭 豊橋駅東口店 - 豊橋市大橋通1-83

## 卸売市場の運営
県内農協が出荷した青果物を名古屋・東京・大阪などの主要各市場に出荷および出荷調整、卸売価格の聞き取りなどをするほか、畜産物・家畜については経済連自らが卸売を運営している。このうち、豊田食肉市場と東三河食肉市場は県による地方卸売市場の認定を受けた施設である。
| 市場名               | 住所                   | 備考                                   |
| -------------------- | ---------------------- | -------------------------------------- |
| 尾張食肉市場         | 名古屋市港区船見町1-39 |                                        |
| 半田食肉市場         | 半田市住吉町3-195-1    |                                        |
| 豊田食肉地方卸売市場 | 豊田市秋葉町6-50       |                                        |
| 東三河食肉市場       | 豊橋市明海町16-1       | 市場開設者は(株)東三河食肉流通センター |

| 市場名         | 住所               | 備考 |
| -------------- | ------------------ | ---- |
| あいち家畜市場 | 豊橋市新西浜町2-13 |      |

## 関連会社
- 東海ローディング株式会社
安城市福釜町下山23
運輸業、倉庫荷役業および運送資材販売。

- ジェイエイ・トービス株式会社
安城市今本町西向山28
LPガス・石油類の販売・配送。賃貸住宅管理、コインランドリー"JaぶJaぶ"の運営等も行っている[11]。

- 株式会社ジェイエイ東海エッグ
北名古屋市鍜治ケ一色端須賀22-1[注 1]
鶏卵の卸売販売業

- 株式会社ジェイエイ東三河ジーピーセンター[注 2]
豊橋市西幸町字笠松111[注 3]
鶏卵の洗卵、選別、販売

- 株式会社JA東海グリーン
安城市今本町東向山6-1[注 4]
園芸植物、園芸資材および食品販売

- エーコープあいち
安城市今本町東向山6-1[注 4]
愛知県内におけるスーパーマーケット「エーコープ」の運営展開、食料品および日用雑貨品などの販売

- 株式会社JAハートホームサポート
安城市今本町東向山6-1[注 4]
住宅賃貸業

- 株式会社JAあいちエネルギー
安城市今本町東向山6-1[注 4]
愛知県内におけるガソリンスタンド（JA-SS）の運営、石油製品販売